# Eliss Infinity
Eliss Infinity (stylisé Eliss ∞) est un jeu vidéo de puzzle développé par Steph Thirion et édité par Little Eyes, sorti en 2014 sur iOS et Android. Il s'agit de la suite du jeu Eliss.

## Accueil
- Canard PC : 8/10[1]
- Pocket Gamer : 8/10[2]
- TouchArcade : 4,5/5[3]